# オレグ・ロボフ
オレグ・イワノヴィチ・ロボフ（ロシア語: Оле́г Ива́нович Ло́бов、Oleg Ivanovich Lobov、1937年9月7日 - 2018年9月6日）はソビエト連邦および、ロシアの政治家。ロシア共和国第一副首相であったが、1991年の8月クーデター後、ロシア共和国首相であったイワン・シラーエフが新設されたソ連国民経済管理委員会委員長に転じたため、短期間首相代行を務めた。その後、ロシア連邦安全保障会議書記に転出した。

## オウム真理教とのつながり
1992年にロボフはロシア・日本大学構想の実現のために来日。この時オウム真理教教祖の麻原彰晃が1000万ドルの資金援助を申し出、それ以降ロボフはオウム真理教に便宜を図る様になる。オウムのラジオ放送枠の獲得や特殊部隊施設を使った軍事訓練・ヘリコプターなどの軍事物資の輸入にあたっては、ロボフの意向が働いたと言われ、地下鉄サリン事件などの捜査でも諸外国の情報機関などからクローズアップされた。